# Leptothorax pastinifer
Leptothorax pastinifer är en myrart som först beskrevs av Carlo Emery 1894.  Leptothorax pastinifer ingår i släktet smalmyror, och familjen myror. Inga underarter finns listade i Catalogue of Life.